# The Kings of Appletown
The Kings of Appletown é um filme de aventura, comédia e drama estrelado por Cole e Dylan Sprouse, escrito por Amanda Moresco, dirigido por Robert Moresco, e produzido pela Moresco Productions em associação com a Oak Films.

## Sinopse
O filme é sobre três crianças que testemunham um assassinato, mas por medo, decidem não contar a ninguém. Os irmãos Will e Clayton e sua amiga Larissa, cujo pai foi injustamente acusado do crime, farão uma viagem para encontrar o verdadeiro assassino, e ao mesmo tempo, resgatar-se.

## Elenco
- Dylan Sprouse como Will[2]
- Cole Sprouse como Clayton[2]
- Victoria Justice como Betsy
- Josh Hutcherson como Tom Sawyer[carece de fontes?]
- Kate Burton como Sra. Betta
- Charlie Stewart como Ben (Benny)
- Glenn Taranto como Potter
- Daniel Zacapa como Juiz Morgan
- Patrick Brennan como Agente Johnson
- Sierra Jade Gerban como Faith Ramos
- Malcolm David Kelley como Clifford
- Sean Mityuê como Ruan Maxitex
- Eileen Brennan como tia Birdy

## Produção
Filmada em New Braunfels, Texas e está atualmente (de volta) em pós-produção. Seria lançado em 12 de Dezembro de 2008, mas retornou para a pós-produção. No dia 13 de abril de 2009 o filme teve uma sessão especial na Lowes na Lincoln Square, na cidade de Nova Iorque.